# 프라사다

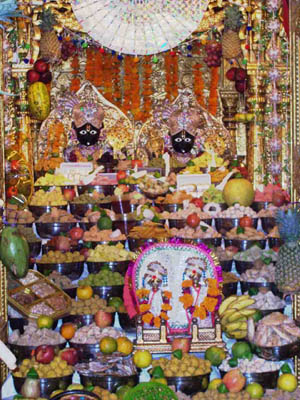
아메다바드의 스와미나라얀 사원에서 나르 나라얀에게 바쳐진 프라사드 탈

프라사다(산스크리트어: प्रसाद) 또는 프라사담, 프라사드는 힌두교의 종교적 제물이다. 대부분의 프라사다는 신께 찬양과 감사를 드린 후 신자들을 위해 특별히 조리된 채식 음식이다. 마하프라사다(반다라)는 힌두교 사원에서 신에게 바치는 봉헌된 음식으로, 방향에 상관없이 모든 신도들이 분배해 소비한다.
프라사다는 나이베디야(산스크리트어: नैवेद्य)와 연결되어 있는데, 신께 드리는 음식을 나이베디야라고 하며, 신이 거룩하게 하여 축복으로 돌려주신 성스러운 음식을 프라사다라고 한다.

## 어원

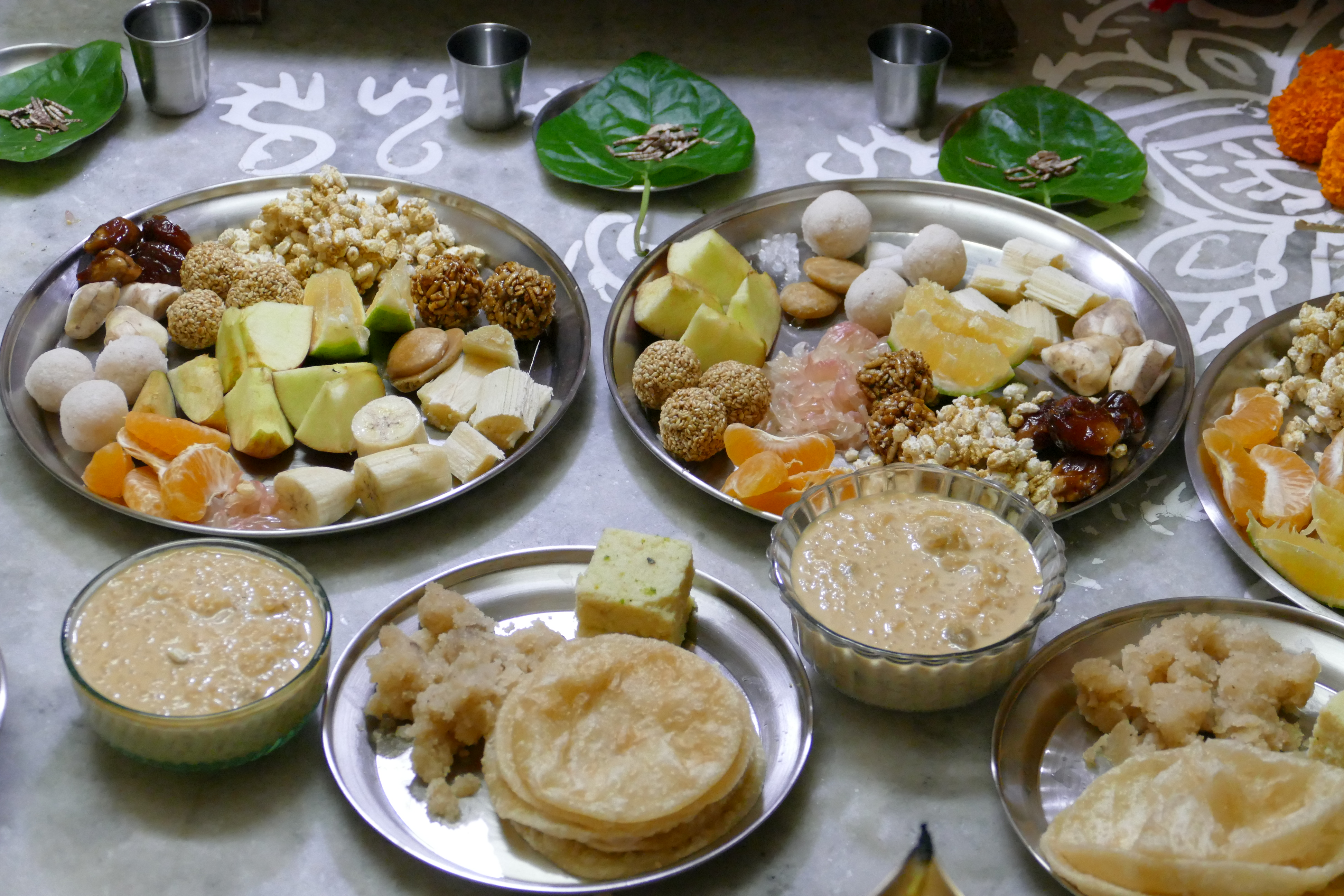
인도 서부 벵골의 한 가정에서 푸자 의식에서 제공되는 프라사다

프라사다는 동사 सद्(슬픈 - 앉다, 머물다)로 구성된 동사 프라사드에서 파생되었으며, 접두사는 प्र (앞에, 앞에, 앞에)를 접두사로 하고 유한 동사 프라시다티(प्रसीदति)로 사용된다. 그것은 어떤 것, 일반적으로 음식을 먼저 신이나 성자에게 바친 다음 좋은 징조로 그들의 추종자나 다른 사람들에게 그의 이름으로 배포하는 것을 나타낸다.
'프라사다'는 때때로 선물 또는 은혜로 번역된다.

## 관행
프라사다는 신성한 제물로 참석자들에 의해 음복되어야 한다. 제물에는 조리된 음식, 과일 및 과자 과자가 포함될 수 있다. 채식 음식은 일반적으로 제공되고 나중에 사원에 있는 신도들에게 분배된다. 때로는 이 채식주의 제물에서 마늘, 양파, 버섯 등과 같은 금지 품목이 제외되기도 한다.

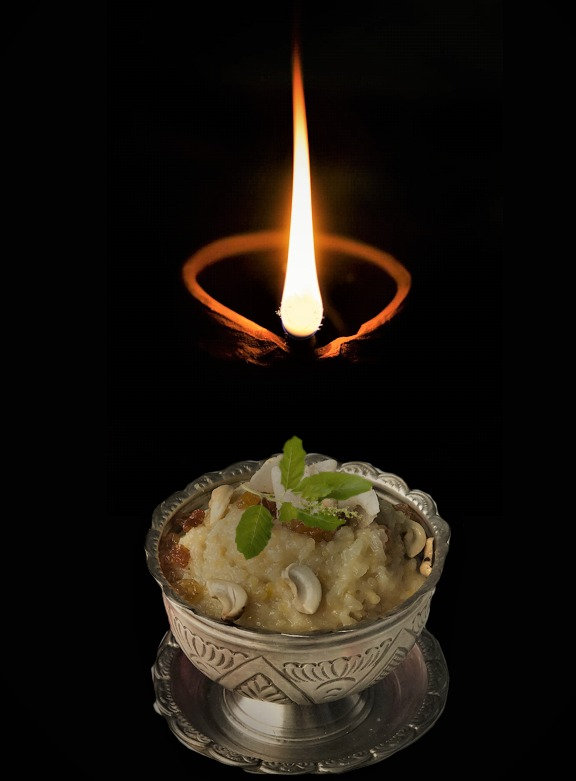
프라사드는 신에게 바치는 음식으로 나중에 숭배자들과 공유된다.

일부 사원에서는 채식주의자가 금지되어 있다. 찬디, 칼리와 같은 힌두 여신과 바이라바, 마하칼라와 같은 힌두 신에게는 사원 경내에서 도축되는 수탉, 염소, 물고기, 물소와 같은 동물의 고기를 제물로 바친다.
음식 항목을 제공하는 것은 우파차라 또는 힌두교 신에 대한 봉사의 일부를 형성한다. 무르티 (아이콘)는 음식, 과일, 빈랑을 제공하는 살아있는 존재로 존경받는다.
사원은 일반적으로 하루에 여러 번 나이베디야를 바치는 것을 포함하여 더 엄격한 예배 루틴을 가지고 있다. 대부분의 사원은 훈련된 푸자리만이 나이베디야를 요리하도록 허용한다. 신에게 직접 제공되는 나이베디아는 신이 그것을 즐긴 프라사다로 간주된다. 반면 가정 신사에서 음식을 바치는 것은 힌두교 사원보다 비교적 간단하다. 일반적인 관행은 프라사다를 먹기 전에 남은 음식에 다시 섞는 것이다.
준비하는 동안 맛을 보거나 신에게 바치기 전에 나이베디야 음식을 먹는 것은 엄격히 금지되어 있다. 음식이 먼저 신 앞에 놓이고 수반되는 의식과 함께 특정 기도가 제공되며, 그 후 음식은 신의 축복을 받은 것으로 간주되어 공식적으로 성화된 프라사다가 된다.
물질적 의미에서 프라사다는 신과 인간이 주고받는 과정을 통해 만들어진다. 예를 들어, 신도는 꽃, 과일 또는 과자와 같은 물질적 물질을 제물로 바친다. 그러면 신은 제물을 '즐기거나' 맛을 본다. 그렇게 신성하게 투자된 이 물질을 프라사다라고 하며 신도에게 섭취, 착용 등을 위해 제공된다. 그것은 원래 제공되었던 것과 동일한 것이거나 다른 사람이 제공한 것일 수 있으며 다른 신도들에게 재배포될 수도 있다. 많은 사원에서 여러 종류의 프라사다(예: 견과류, 과자)를 신도들에게 분배한다. 
음식을 제공하고 이후에 프라사다를 받는 것은 푸자 수행의 핵심이다. 신의 형상에게 물리적으로 봉헌되거나 기도로 조용히 봉헌되는 모든 음식은 프라사다로 간주된다.
시크교에서는 카라 파르샤드가 기도와 경전 낭독 후에 회중에게 제공된다. 파르샤드는 무차별적으로 제공된다는 점에서 란가르와 동일한 가치를 지닌다. 

## 같이 보기
- 판참리타